# Mats Moraing
Mats Moraing (Mülheim an der Ruhr, 20 giugno 1992) è un tennista tedesco.
Attivo in prevalenza nei tornei dei circuiti minori, vanta cinque titoli Challenger in singolare e uno in doppio, oltre a diversi altri nell'ITF Men's Circuit. Il suo miglior ranking ATP in singolare è stato il 115º posto raggiunto nel maggio 2022.

## Biografia
Anche il padre Heiner Moraing e lo zio Peter Moraing erano stati tennisti professionisti ed erano entrati nella top 150 del ranking sul finire degli anni 1980. Inizia a giocare a tennis a 4 anni con il padre, che sarà il suo coach anche tra i professionisti.

## Carriera

### 2009-2017, otto titoli ITF in singolare e due in doppio
Fa il suo esordio tra i professionisti nel 2009 e nei primi anni gioca saltuariamente, inizia a giocare con continuità nel 2013. Conquista il suo primo titolo nell'ottobre 2014 al torneo ITF Germany F17 di Göhren-Lebbin, superando in finale Maximilian Marterer per 7-6, 7-6. Resta impegnato in prevalenza nel circuito ITF fino all'agosto 2017, mese nel quale di aggiudica in Polonia due tornei consecutivi di categoria.

### 2018, primo titolo Challenger e top 150
Dalla fine del 2017 inizia a giocare quasi esclusivamente nel circuito Challenger e a inizio gennaio del 2018 disputa la prima finale di categoria a Bangkok, dove viene sconfitto in tre set da Marcel Granollers. Il successivo 21 gennaio vince il suo primo torneo Challenger a Coblenza, battendo in finale Kenny de Schepper. Altri discreti risultati in stagione nei Challenger lo portano in luglio al 148º posto della classifica mondiale, suo nuovo miglior ranking.

### 2019, esordio nel circuito ATP e un titolo Challenger
Nel gennaio 2019 sfiora l'entrata nel tabellone principale dell'Australian Open, perdendo il terzo e ultimo turno di qualificazione. Nella prima parte della stagione non ottiene grandi risultati e scende dal 150º posto di inizio gennaio al 225º in maggio. In giugno debutta in un torneo ATP a Halle, supera nelle qualificazioni i top 100 Andrej Rublëv e Denis Kudla e viene sconfitto al primo turno da Andreas Seppi. In luglio vince il suo secondo titolo Challenger ad Amersfoort, sconfiggendo in finale Kimmer Coppejans, e rientra nella top 200. Chiude la stagione in agosto dopo l'eliminazione nelle qualificazioni degli US Open, quando era 168º nel ranking.

### 2020, discesa nel ranking
Si ripresenta nel gennaio 2020 alle qualificazioni dell'Australian Open, ripartendo dalla 221ª piazza mondiale. Nel corso della stagione, caratterizzata dalla lunga pausa per il COVID-19, raccoglie pochi risultati di rilievo e in marzo scende al 268º posto nel ranking. Si risolleva con i quarti di finale raggiunti al Challenger di Ostrava in settembre. Durante l'anno disputa solo 11 tra tornei e qualificazioni, l'ultima delle quali in settembre ad Amburgo.

### 2021, primo Challenger in doppio e due titoli in singolare
Nell'aprile 2021 vince il primo titolo Challenger in doppio a Oeiras, dove in coppia con Oscar Otte sconfigge in finale Riccardo Bonadio / Denis Yevseyev. Il mese dopo si qualifica come lucky loser al tabellone principale del Belgrade Open e vince il suo primo incontro nel circuito ATP sconfiggendo in tre set Egor Gerasimov, rimontando lo svantaggio di 4-6, 0-4 e salvando tre match-ball. Al secondo turno viene battuto dal nº 1 del mondo Novak Đoković. In giugno vince il Challenger di Forlì e a fine agosto sfiora di nuovo agli US Open la sua prima qualificazione a un torneo del Grande Slam perdendo al terzo set l'incontro decisivo contro Holger Rune. In settembre si aggiudica il quarto titolo Challenger a Tulln an der Donau, rientrando nella top 200 dopo 21 mesi; subito dopo perde la finale a Rennes. È costretto al ritiro in tutti e tre gli ultimi tornei stagionali e chiude il 2021 al 152º posto mondiale.

### 2022-2023, un titolo Challenger, 115º e crollo nel ranking
Eliminato nelle qualificazioni degli Australian Open, a inizio marzo vince a Torino il suo quinto titolo Challenger in singolare con il successo in finale su Quentin Halys, risultato con cui porta il best ranking alla 128ª posizione mondiale, e a maggio sale alla 115ª. In quel periodo ha inizio una serie quasi ininterrotta di sconfitte, scende gradualmente in classifica e a fine anno esce dalla top 300. Il momento negativo continua nei primi mesi del 2023 e a marzo esce anche dalla top 400.

## Statistiche
Aggiornate al 12 giugno 2023.

### Tornei minori

#### Singolare

##### Vittorie (13)
| Legenda tornei minori |
| Challenger (5)        |
| Futures (8)           |

| N.  | Data              | Torneo                                         | Superficie    | Avversario in finale | Punteggio      |
| 1.  | 26 ottobre 2014   | Germany F17, Göhren-Lebbin                     | Sintetico (i) | Maximilian Marterer  | 7–6(4), 7–6(4) |
| 2.  | 11 ottobre 2015   | Germany F15, Leimen                            | Cemento (i)   | Jan Choinski         | 6-4, 3-6, 6-2  |
| 3.  | 24 gennaio 2016   | Germany F2, Kaarst                             | Sintetico (i) | Filip Veger          | 6-1, 7–6(6)    |
| 4.  | 28 agosto 2016    | Belgium F8, Ostenda                            | Terra rossa   | Alexis Musialek      | 3-6, 6-3, 6-4  |
| 5.  | 16 ottobre 2016   | Germany F14, Oberhaching                       | Cemento (i)   | Robin Kern           | 6-4, 6-2       |
| 6.  | 29 gennaio 2017   | Germany F3, Nußloch                            | Sintetico (i) | Daniel Masur         | 7–6(5), 7–6(5) |
| 7.  | 20 agosto 2017    | Poland F9, Bydgoszcz                           | Terra rossa   | Aleksandar Vukic     | 6-2, 7-5       |
| 8.  | 27 agosto 2017    | Poland F10, Poznań                             | Terra rossa   | Zdeněk Kolář         | 7–6(5), 6-4    |
| 9.  | 21 gennaio 2018   | Koblenz Open, Coblenza                         | Cemento (i)   | Kenny de Schepper    | 6-2, 6-1       |
| 10. | 21 luglio 2019    | Dutch Open, Amersfoort                         | Terra rossa   | Kimmer Coppejans     | 6-2, 3-6, 6-3  |
| 11. | 20 giugno 2021    | Internazionali di Tennis Città di Forlì, Forlì | Terra rossa   | Quentin Halys        | 3–6, 6–1, 7–5  |
| 12. | 11 settembre 2021 | NÖ Open, Tulln an der Donau                    | Terra rossa   | Hugo Gaston          | 6–2, 6–1       |
| 13. | 6 marzo 2022      | Torino Challenger, Torino                      | Cemento (i)   | Quentin Halys        | 7–6(11), 6–3   |

##### Sconfitte (8)
| N. | Data              | Torneo                                          | Superficie  | Avversario in finale   | Punteggio      |
| 1. | 11 maggio 2014    | Turkey F15, Adalia                              | Cemento (o) | Michal Konečný         | 1-6, 4-6       |
| 2. | 6 luglio 2014     | Germany F6, Saarlouis                           | Terra rossa | Nicolás Jarry          | 4-6, 6-4, 4-6  |
| 3. | 15 novembre 2015  | Great Britain F11, Bath                         | Cemento (i) | Filip Peliwo           | 6-2, 1-6, 2-6  |
| 4. | 14 agosto 2016    | Belgium F9, Eupen                               | Terra rossa | Jaume Munar            | 6(5)–7, 2-6    |
| 5. | 30 aprile 2017    | Israel F4, Ramat Gan                            | Cemento (o) | Edan Leshem            | 3-6, 5-5 rit.  |
| 6. | 30 luglio 2017    | Belgium F6, Duinbergen                          | Terra rossa | Julien Cagnina         | 0-6, 6-2, 5-7  |
| 7. | 7 gennaio 2018    | Bangkok Challenger, Bangkok                     | Cemento (o) | Marcel Granollers      | 6-4, 3-6, 5-7  |
| 8. | 6 gennaio 2019    | City of Playford Tennis International, Playford | Cemento (o) | Rogério Dutra da Silva | 3-6, 2-6       |
| 9. | 19 settembre 2021 | Open de Rennes, Rennes                          | Cemento (i) | Benjamin Bonzi         | 6(3)–7, 6(3)–7 |

#### Doppio

##### Vittorie (3)
| Legenda tornei minori |
| Challenger (1)        |
| Futures (2)           |

| N. | Data            | Torneo                     | Superficie    | Compagno             | Avversari in finale                | Punteggio           |
| 1. | 26 ottobre 2014 | Germany F17, Göhren-Lebbin | Sintetico (i) | Maximilian Dinslaken | Romano Frantzen Alban Meuffels     | 3-6, 6-4, [10-6]    |
| 2. | 23 luglio 2017  | Germany F8, Kassel         | Terra rossa   | Tom Schonenberg      | Maximilian Neuchrist David Pichler | 7–6(4), 2-6, [10-2] |
| 3. | 4 aprile 2021   | Open de Oeiras, Oeiras     | Terra rossa   | Oscar Otte           | Riccardo Bonadio Denis Yevseyev    | 6-1, 6-4            |

##### Sconfitte (4)
| N. | Data             | Torneo                | Superficie  | Compagno        | Avversari in finale           | Punteggio        |
| 1. | 28 luglio 2013   | Germany F11, Dortmund | Terra rossa | Tom Schonenberg | Andreas Mies Oscar Otte       | 5-7, 1-6         |
| 2. | 22 dicembre 2013 | Qatar F5, Doha        | Cemento (o) | Tom Schonenberg | Marko Danis Ivo Klec          | 6-4, 3-6, [9-11] |
| 3. | 13 dicembre 2015 | Qatar F5, Doha        | Cemento (o) | Luke Bambridge  | Joris de Loore Michael Geerts | 5-7, 3-6         |
| 4. | 20 dicembre 2015 | Qatar F6, Doha        | Cemento (o) | Luke Bambridge  | Haadin Bava Wang Aoxiong      | 2-6, 6-3, [3-10] |